# Dypsis hildebrandtii
Espèce
Statut de conservation UICN

 NT  : Quasi menacé
Dypsis hildebrandtii est une espèce de palmiers (Arecaceae). Endémique de Madagascar, elle est présente dans les provinces d'Antananarivo,  de Fianarantsoa et Toamasina. En 2012 elle est considérée par l'IUCN comme une espèce quasi-menacée. Alors qu'en 1995 elle était considérée comme une espèce vulnérable. Elle est menacée principalement par la déforestation, due à l'exploitation forestière et l'agriculture itinérante, et le prélèvement de palmiers pour le commerce horticole.